# 托卡马克

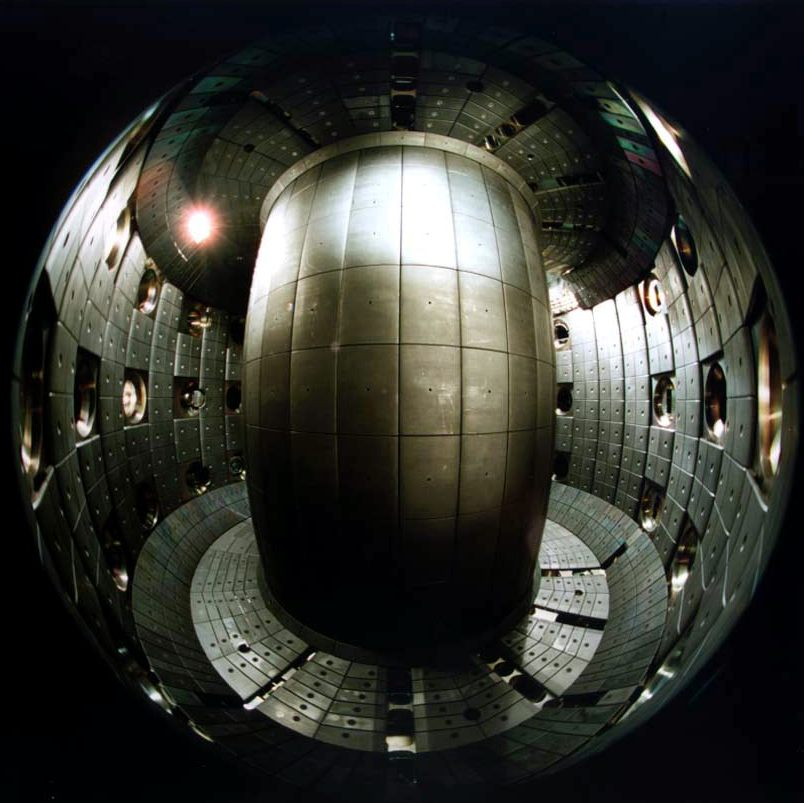
托卡马克可变配置（TCV）的圆形内部，它的墙壁上挂满了石墨面砖。

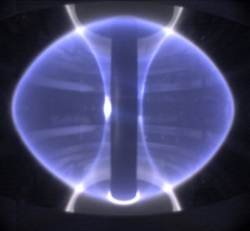
MAST典型的等离子体。

托卡马克（羅馬化：Tokamak），即俄语“带磁线圈的环形腔”（羅馬化：Toroidal'naya kamera s magnitnymi katushkami）的缩写，又譯托克馬克，或稱環磁機，是一种利用磁约束来实现磁局限融合的环性容器。达到稳定的等离子体均衡需要围绕环面移动的螺旋形状的磁力线。
托卡马克是磁约束装置的几种类型之一，并且是用于生产受控热核核聚变能中的一个最深入研究的候选类型。磁场被用于约束是因为等离子体冷卻會使反應停止。而超導托卡馬克可長時間約束等離子體。世界上第一個超導托卡馬克為俄制的T-7（托卡馬克7號）。另一种托卡马克的一种替代方案是仿星器。
托卡马克最初是由位于苏联莫斯科的库尔恰托夫研究所的物理学家伊戈尔·塔姆、安德烈·萨哈罗夫和列夫·阿齐莫维齐等人在1950年代发明的。

## 词源
托卡马克源自俄语单词токамак，是一个缩写：它的名字Tokamak来源于环形（toroidal）、真空室（kamera）、磁（magnit）、线圈（kotushka）。

## 环形设计

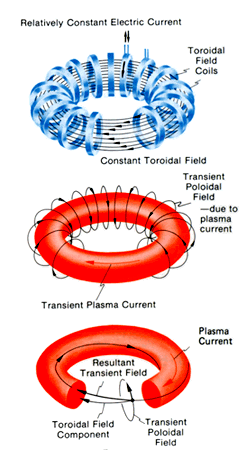
托卡马克的磁场和电流。图中所示的是环形场和产生它的线圈（蓝色），等离子体电流（红色）和由它产生的极向场，并且当这些被覆盖在所得的扭曲场。

托卡马克的中央是一个环形的真空室（有点像轮胎），外面缠绕着多组一定形态的线圈。真空室内充入一定气体，在灯丝的热电子或者微波等预电离手段的作用下，产生少量离子，然后通过感应或者微波、中性束注入等方式，激发并维持一个强大的环形等离子体电流。这个等离子体电流与外面的线圈电流一起，产生一定的螺旋型磁场，将其中的等离子体约束住，并使其与外界尽可能地绝热。这样，等离子体才能被感应、中性束、离子回旋共振、电子回旋共振、低杂波等方式加热到上亿度的高温，以达到核聚变的目的。
相比其他的磁约束受控核聚变方式，托卡马克的优势地位的建立来源于前苏联的T-3托卡马克的实验结果。1968年8月在苏联新西伯利亚召开的第三届等离子体物理和受控核聚变研究国际会议上，列夫·阿齐莫维齐宣布在苏联的T-3托卡马克上实现了电子温度1 keV，质子温度0.5 keV，nτ=1018m-3.s，这是受控核聚变研究的重大突破，在国际上掀起了一股托卡马克的热潮，各国相继建造或改建了一批大型托卡马克装置。其中比较著名的有：日本的JT-60，美国普林斯顿大学由仿星器-C改建成的ST Tokamak，美国橡树岭国家实验室的奥尔马克（Ormark），法国冯克奈-奥-罗兹研究所的TFR Tokamak，英国卡拉姆实验室的克利奥（Cleo），西德马克斯-普朗克研究所的Pulsator Tokamak。

## 托卡马克装置

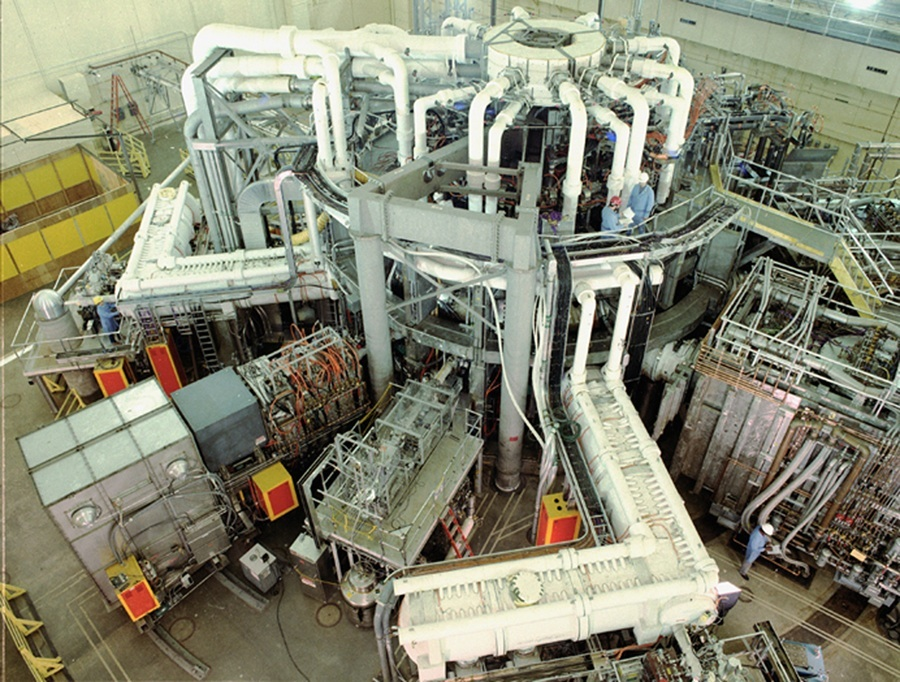
美國80年代的TFTR裝置

20世纪70年代后期到80年代中期，世界各国陆续建成了五个大型的托卡马克實驗器，他们分别是：
- 1982-1997年: 美国的TFTR（英语：Tokamak_Fusion_Test_Reactor）（Tokamak Fusion Test Reactor，已拆解）。
- 1980年: 通用原子能公司的DIII-D，获得了目前传统大环径比托卡马克（区别于低环径比球形）上最高水平等离子体比压值，其创新的D型截面也展示了良好约束效果。
- 1985年: JT-60, 日本茨城縣那珂市（目前正在进行升级到高级型号）
- 1983年: 欧洲的歐洲聯合環狀反應爐（Joint European Torus）
- 1988-2005年:俄国莫斯科库尔恰托夫研究所T-15（超导线圈一直工作不正常，基本上未获得太多结果）。

### 其他
- 中国的先进超导托卡马克实验装置(EAST)（Experimental Advanced Superconducting Tokamak）
- 中国的球形托卡马克SUNIST（Sino-UNIted Spherical Tokamak）
- 韩国的超导托卡马克KSTAR（Korea Superconducting Tokamak Advanced Research）

### 即将开始的托卡马克
- 国际热核聚变实验反应堆（ITER），位于法国卡达拉舍，500MW，于2010年开始建设，有望在2025年产生第一个等离子体[4]。
- DEMOnstration Power Plant，2000 MW、连续运行、连接电网。规划中的国际热核聚变实验反应堆（ITER）的接任者；根据初步时间表，建造将在2024年开始。
- 紧凑型聚变能实验装置（BEST），位于中国合肥，在建中，预计2027年产生第一个等离子体[5][6]。